# Tourville-sur-Sienne
Tourville-sur-Sienne är en kommun i departementet Manche i regionen Normandie i norra Frankrike. Kommunen ligger i kantonen Saint-Malo-de-la-Lande som tillhör arrondissementet Coutances. År 2022 hade Tourville-sur-Sienne 772 invånare.

## Befolkningsutveckling
Antalet invånare i kommunen Tourville-sur-Sienne
| Referens: INSEE |